# Hrubá veža
Hrubá věža je samostatně stojící pyramida, kterou lze vidět v závěru cesty značeným turistickým chodníkem z Bielovodské doliny na Prielom či Poľský hrebeň. Podle geologů jde o tzv. nunatak, osamocenou skálu, která kdysi trčela z ledovce a není součástí hřebene srovnatelných štítů.

## Topografie
Je dominantou hřebenu, který odděluje Litvorovú kotlinu od Svišťovej doliny. Má dva vrcholy, hlavní je jihovýchodní, nižší severozápadní. Mezi Hrubou věží a Velickým štítem leží sedlo Velická priehyba (modře značená stezka). V prodloužení členitého severozápadního hřebene se dále nachází Přední Hrubá štrbina, Prostřední Hrubá věžička, Zadní Hrubá štrbina, Hrubá věžička, Hrubý roh a několik ještě menších věžiček. V jihozápadním žlabu je jeskyňka a skalní okno.

## Několik horolezeckých výstupů
- 1906 - První výstup Z. Klemensiewicz, R. Kordys a J. Maślanka, s obcházením nejstrmější hrany, II.
- 1911 - Prvovýstup Gyula Komarnicki, přímo hranou, II-III.

Ve stěnách jsou cesty do obtížnosti V.

## Galerie

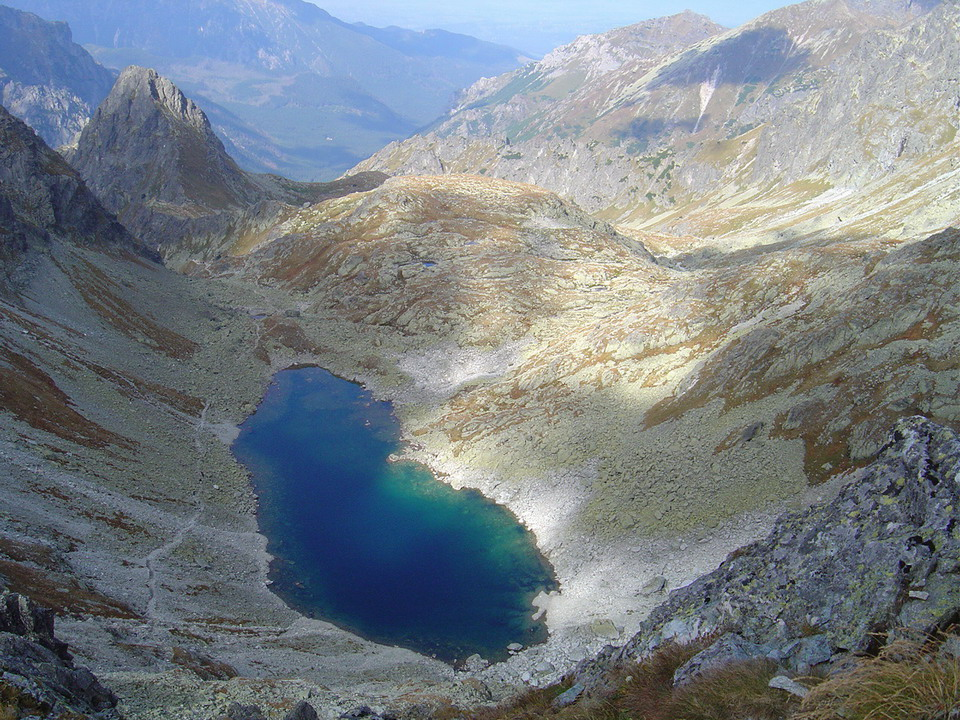
Hrubá veža nad Zamrznutým plesem.
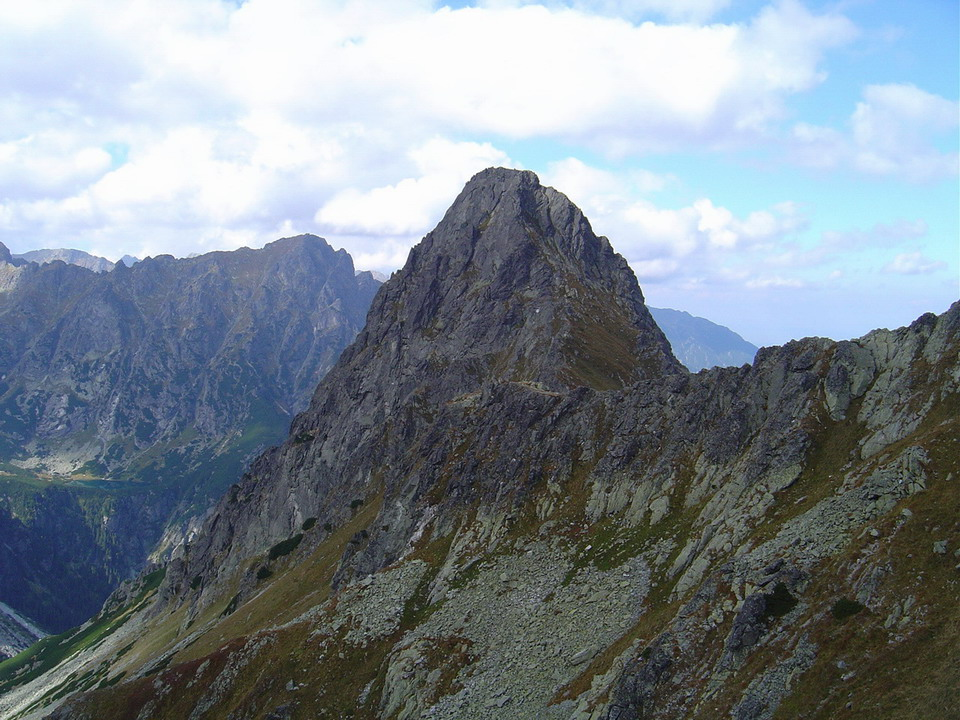
Po cestě Litvorovou kotlinou.